# Bietigheim-Bissingen
Bietigheim-Bissingen es una ciudad alemana perteneciente al distrito de Luisburgo de Baden-Wurtemberg.

## Localización

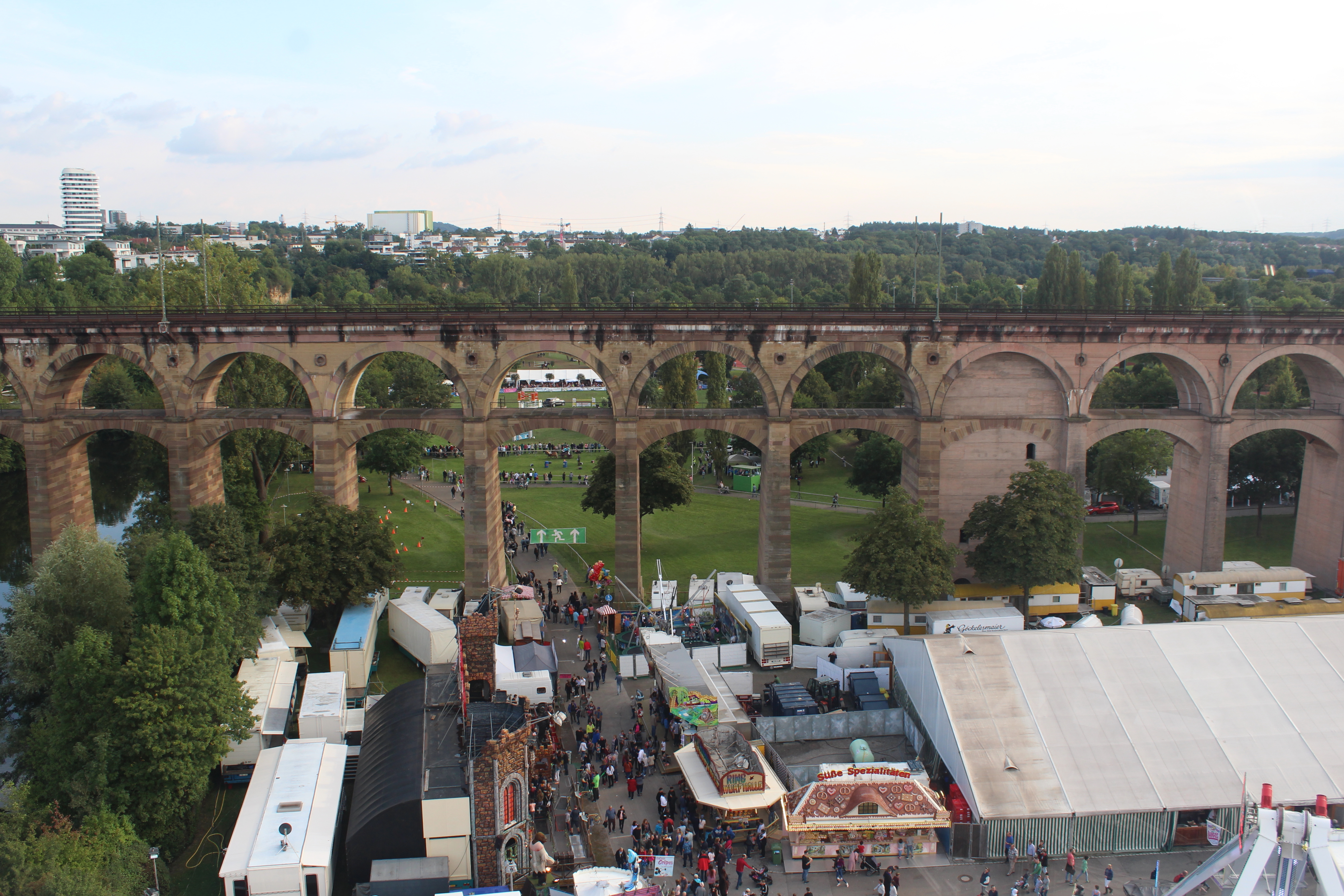
Vista del viaducto de Bietigheim

Se ubica a orillas del río Enz sobre la carretera B27, unos 5 km al noroeste de la capital distrital Luisburgo.

## Historia
Es la segunda localidad más importante del distrito tras la capital Luisburgo. La actual ciudad fue fundada en 1975 como resultado de la fusión de la antigua ciudad de Bietigheim con el vecino municipio de Bissingen an der Enz. El estatus de ciudad le fue otorgado a Bietigheim por Everardo II de Wurtemberg en 1364.

## Demografía
A 31 de diciembre de 2015 tiene 42 968 habitantes.

## Hermanamientos
La ciudad de Bietigheim-Bissingen ha firmado vínculos de cooperación perdurables, en carácter de hermanamientos, con las siguientes ciudades:
- Departamento Tupungato, Provincia de Mendoza, Argentina (6 de febrero de 2019)[7]